# Kosambibatu
Kosambibatu is een bestuurslaag in het regentschap Karawang van de provincie West-Java, Indonesië. Kosambibatu telt 4717 inwoners (volkstelling 2010).